# トラルザ州
トラルザ州(トラルザしゅう、Trarsza, アラビア語:ولاية الترارزة)は、モーリタニア南西部にある州。州都はロッソ。首都ヌアクショットは行政上は単独の州であるが、地理的にはトラルザ州のなかに含まれている。

## 隣接州
- インシリ州
- アドラル州
- ブラクナ州
- サンルイ州
- 北ヌアクショット州
- 西ヌアクショット州
- 南ヌアクショット州

## 下位行政区画
- Boutilimit Department
- Keur Massene Department
- Mederdra Department
- Ouad Naga Department
- R'Kiz Department
- Rosso Department